# Combat de Deglebat-Leglia
Guerre du Sahara occidental
Batailles
Le combat de Deglebat-Leglia a lieu le 31 août 1977, dans la région d'Aousserd, au Sahara occidental. L'accrochage est considéré comme l'un des plus meurtriers enregistrés depuis le début des hostilités.

## Contexte
Le combat de Deglebat-Leglia s'inscrit dans un contexte de guérilla opposant les deux pays Maroc et Mauritanie qui revendiquent l'annexion et le partage du Sahara occidental, ancienne colonie espagnole au Front Polisario qui revendique l'indépendance des Sahraouis en rejettent tout attachement au Maroc ou à la Mauritanie. Le Front Polisario intervient en tant que représentant du peuple sahraoui reconnu par l'ONU à la suite de la proclamation de la création de la République arabe sahraouie démocratique (RASD), le 27 février 1976. Le soutien apporté par l'Algérie et la Libye au Front Polisario, lui permet de dominer militairement et de mener une guerre de harcèlement  notamment durant l'été 1977 où s'inscrit le combat de Deglebat-Leglia. Sont recensées durant cet été 1977, plusieurs batailles dont celles de Mayategue en Mauritanie le 18 août, Liteyma près d'El-Aïoun le 24, Lamnia II dans le Sud Marocain le 27, ou encore celle de Djraief près d'Atar le 5 septembre. 

## Déroulement et bilan
L'engagement se déroule à Deglebat-Leglia, à 45 kilomètres au nord-est d'Aousserd. Il s'agit d'un des combats les plus meurtriers enregistrés depuis le début du conflit. Selon Nouakchott, une quarantaine de soldats mauritaniens ont été tués, et plus d'une quinzaine blessés. Tandis qu'une cinquantaine de combattants du Front Polisario sont morts, et plusieurs dizaines ont été blessés. L'affrontement a provoqué la destruction d'un important matériel de part et d'autre. Un communiqué du Polisario confirme la violence des combats mais donne un autre bilan, plus de 93 soldats mauritaniens auraient été tués tandis que l'Armée populaire de libération sahraouie déplore seulement 3 blessés, bilan qui semble largement exagéré. De nombreux soldats mauritaniens ont été également faits prisonniers. 

### Sources bibliographiques
Mohsen-Finan, Khadija. « Inextricable, le conflit du Sahara occidental rebondit », Le Monde diplomatique, vol. 622, no. 1, 2006, pp. 6B-6B.
Stora, Benjamin, et Akram Ellyas. « SAHARA OCCIDENTAL », , Les 100 portes du Maghreb. L'Algérie, le Maroc, la Tunisie, trois voies singulières pour allier islam et modernité, sous la direction de Stora Benjamin, Ellyas Akram. Éditions de l'Atelier (programme ReLIRE), 1999, pp. 267-272.
Dedenis, Julien. « Le Sahara occidental : un territoire revendiqué... des territoires imaginés ? », L'Information géographique, vol. 75, no. 3, 2011, pp. 42-50.
Martin, Lucile. « Le dossier du Sahara occidental », Les Cahiers de l'Orient, vol. 102, no. 2, 2011, pp. 43-57.
Paul Balta, « Le Front Polisario a présenté à la presse cent quatre-vingt-dix prisonniers », Le Monde, 15 septembre 1977.